# VfL-Stadion am Elsterweg
VfL-Stadion am Elsterweg jest stadionem piłkarskim. Na tym stadionie swoje mecze rozgrywał VfL Wolfsburg. Stadion pomieści 21.000 widzów. Został otwarty w 1948, a pierwszy zespół VfL wyprowadził się z niego w 2002. Na jego miejsce powstał nowy stadion Volkswagen-Arena. Obecnie rozgrywają na nim mecze amatorzy klubu VfL Wolfsburg i żeńska drużyna VfL Wolfsburg.

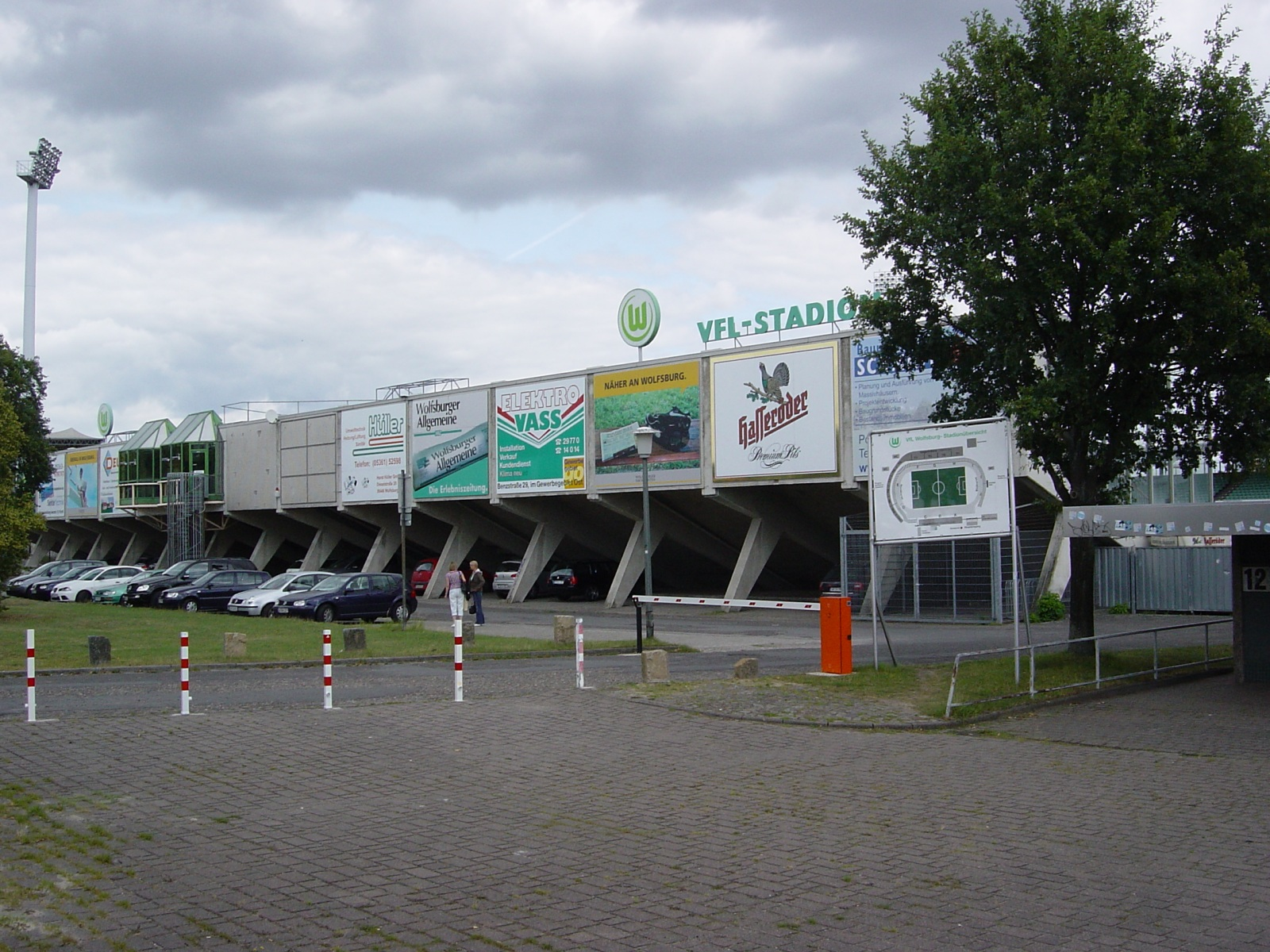
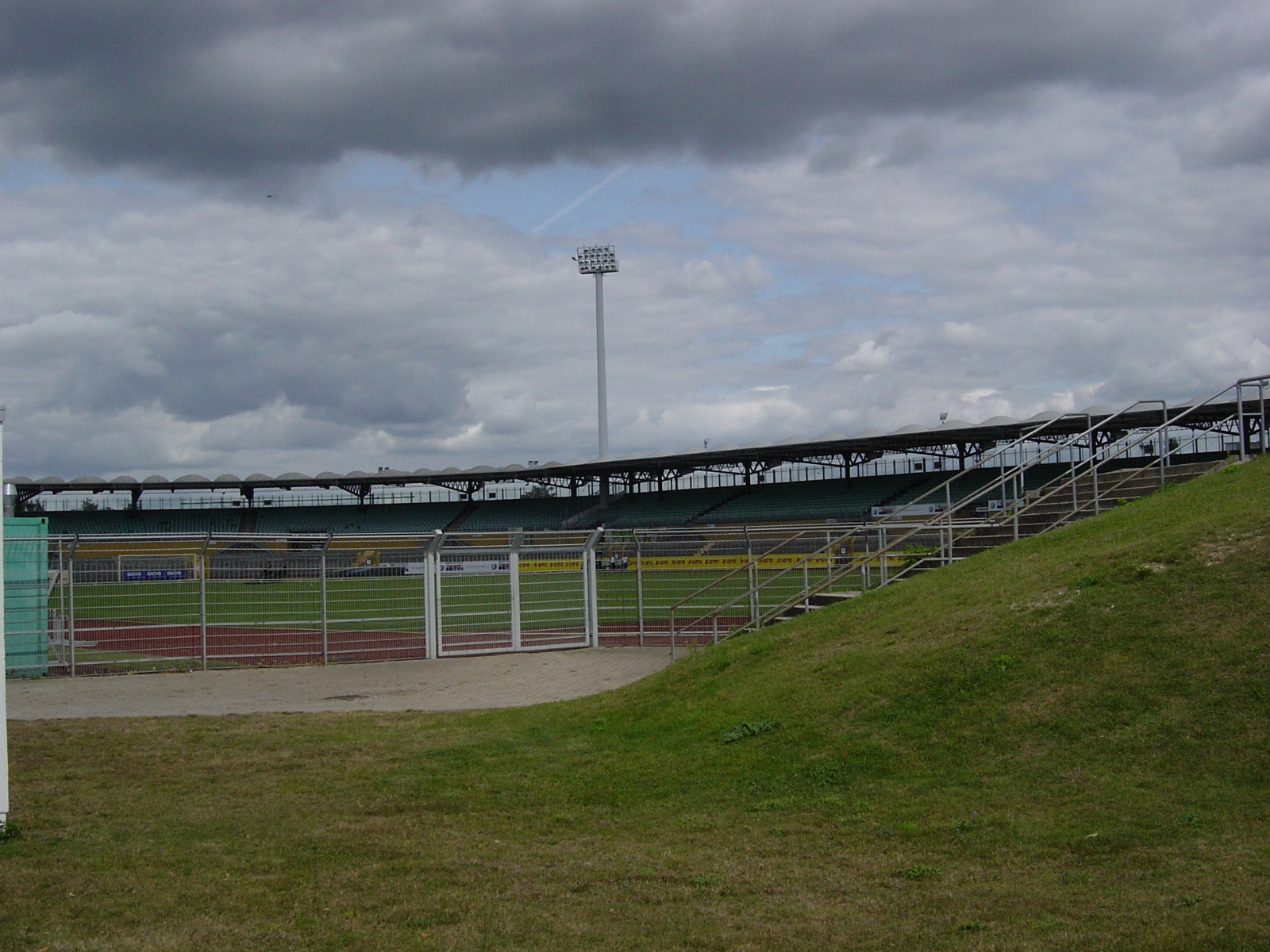